# Timothy V. Murphy
Timothy Vincent Murphy (Tralee, 5 april 1960) is een Iers acteur.

## Biografie
Murphy werd geboren in Tralee in een gezin van zes kinderen. Hij begon zijn acteercarrière in Dublin, waar hij het vak leerde aan het Focus Theater. Murphy studeerde af in rechtsgeleerdheid en economie aan de University College Cork in Cork. Voordat hij beroepsacteur werd, besteedde hij zijn tijd aan reizen door Zuid-Afrika en werkte hij als constructiemedewerker en dakdekker in New York en barman in Florida.
Murphy begon in 1991 met acteren in de korte film Home Straight, waarna hij nog meerdere rollen speelde in films en televisieseries.

## Filmografie

### Films
Uitgezonderd korte films.
- 2024 The Fabulous Four - als kapitein Ernie
- 2023 Herd - als Sterling
- 2023 Mob Land - als deputy Ben
- 2022 Fire Island - als Murph
- 2022 Playing Through - als James Grantham
- 2021 American Siege - als Charles Rutledge
- 2021 New Year - als Ben
- 2021 Hell Hath No Fury - als Jerry
- 2020 Breach - als Stanley
- 2020 Broil - als August Sinclair
- 2019 In Full Bloom - als Roane
- 2019 Cuck - als Bill
- 2018 The Ninth Passenger - als Silas
- 2017 Anything - als Isidore
- 2017 Tragedy Girls - als sheriff Blane Welch
- 2016 Heaven's Floor - als Jack
- 2016 No Way to Live - als rechercheur Frank Giddins
- 2015 How to Be a Gangster in America - als Vlad
- 2014 Hot Bath an' a Stiff Drink - als Dutch Winfield
- 2014 Road to Paloma - als FBI agent Williams
- 2013 To Hell with a Bullet - als dr. Nick Devyril
- 2013 The Lone Ranger - als Fritz
- 2013 The Frankenstein Theory - als Karl McCallion
- 2012 Dark Canyon - als Warden Cullen Logan
- 2012 Lost Angeles - als Cliff
- 2012 Not That Funny - als Finneas Patrick O'Neill
- 2011 Amber Lake - als sergeant Eugene Stockard
- 2010 Madso's War - als Kieran Graner
- 2010 MacGruber - als Constantine
- 2010 Treasure of the Black Jaguar - als Blake West
- 2009 The Butcher - als Tyke
- 2009 Green Street Hooligans 2 - als Max
- 2008 Appaloosa - als Vince
- 2007 National Treasure: Book of Secrets - als Seth
- 2005 What's Up, Scarlet? - als Vladamir Borshkoff
- 2005 Pit Fighter - als pastoor Michael
- 2004 Shallow Ground - als Jack Sheppard
- 2004 Skeleton Man - als sergeant Terry
- 2003 Red Roses and Petrol - als Eamonn
- 2003 Missing Brendan - als Mark
- 2003 Murder, She Wrote: The Celtic Riddle - als inspecteur O'Dwyer
- 2003 The Perfect Wife - als Tim
- 2002 The Honorable - als Milo
- 1999 The Doorman - als Milo

### Televisieseries
Uitgezonderd eenmalige gastrollen.
- 2023 The Company You Keep - als Patrick Maguire - 5 afl.
- 2023 Law & Order: Organized Crime - als Eamonn Murphy - 3 afl.
- 2021-2022 S.W.A.T. - als Arthur - 3 afl.
- 2020-2021 Snowpiercer - als commander Grey - 9 afl.
- 2020 L.A.'s Finest - als Logan Kline - 4 afl.
- 2018 Quantico - als Conor Devlin - 5 afl.
- 2018 Westworld - als Coughlin - 2 afl.
- 2017 Damnation - als Gram Turner - 2 afl.
- 2017 An Klondike - als Peachy Taylor - 4 afl.
- 2015 The Bastard Executioner - als pastoor Ruskin - 10 afl.
- 2015 True Detective - als Osip Agronov - 6 afl.
- 2015 Grace and Frankie - als Byron - 3 afl.
- 2011-2013 Sons of Anarchy - als Galen O'Shay - 11 afl.
- 2012-2013 NCIS: Los Angeles - als Isaak Sidorov - 4 afl.
- 2011 Criminal Minds - als Ian Doyle - 6 afl.
- 2011 Shameless - als Vlad - 2 afl.
- 2008 Gemini Division - als agent A - 2 afl.
- 2006 24 - als Schaeffer - 2 afl.

- Library of Congress Control Number: no2010152790
- Nederlandse Thesaurus van Auteursnamen: 278640583
- Système universitaire de documentation: 241754283
- Virtual International Authority File: 64295032
- WorldCat: E39PBJjCWYHp8kHJ84WGdWXjmd